# Nowy Dwór Bratiański (gmina)
Nowy Dwór Bratiański (do 1938 Gryźliny) – dawna gmina wiejska istniejąca w latach 1938–1954 w woj. pomorskim/olsztyńskim (dzisiejsze woj. warmińsko-mazurskie). Przed wojną siedzibą władz gminy był Nowy Dwór Bratiański, a po wojnie Gryźliny.
Gmina Nowy Dwór Bratiański została utworzona 1 kwietnia 1938 roku w powiecie lubawskim w woj. pomorskim (II RP) z obszaru zniesionej gminy Gryźliny. 
Po wojnie gmina znalazła się w woj. pomorskim (w 1950 roku przemianowanym na bydgoskie). 12 marca 1948 roku zmieniono nazwę powiatu lubawskiego na nowomiejski. 6 lipca 1950 roku gminę Nowy Dwór Bratiański wraz z całym powiatem nowomiejskim przyłączono do woj. olsztyńskiego. Według stanu z dnia 1 lipca 1952 roku gmina składała się z 8 gromad: Bagno, Chrośle, Gryźliny, Jamielnik, Lekarty, Nowy Dwór Bratiański, Radomno i Skarlin.
Gmina została zniesiona 29 września 1954 roku wraz z reformą wprowadzającą gromady w miejsce gmin. Jednostki nie przywrócono 1 stycznia 1973 roku po reaktywowaniu gmin.